# José Manuel García-Margallo

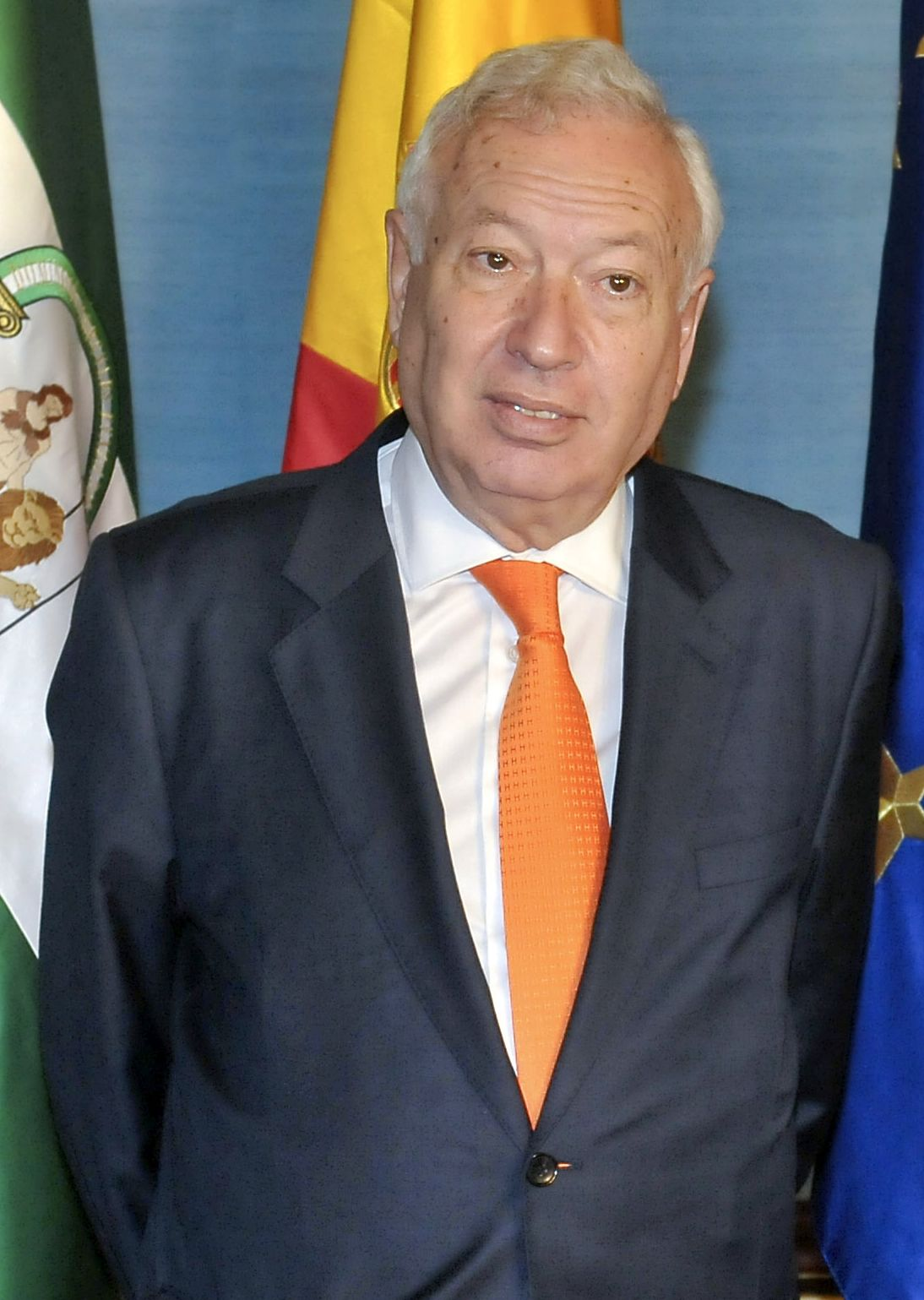
José Manuel García-Margallo

José Manuel García-Margallo y Marfil (* 13. August 1944 in Madrid) ist ein spanischer Politiker der Partido Popular.

## Leben und Karriere
García-Margallo ist der älteste Sohn von Manuel García-Margallo y Riaza (gestorben am 25. Oktober 2019) und María de la Esperanza Marfil Calleja (gest. Madrid, 22. Februar 1969). Er studierte Rechtswissenschaft und Wirtschaftswissenschaft an der Universität Bilbao und erwarb 1965 beide Abschlüsse. 1973 erhielt er den Master of Laws an der Universität Harvard.
Von 1977 bis 1982 war er Abgeordneter im Congreso de los Diputados (spanisches Abgeordnetenhaus) für die bürgerliche Unión de Centro Democrático (UCD), in der Legislaturperiode 1979 bis 1982 war er Vorsitzender des Petitionsausschusses. Bei der Parlamentswahl 1982 erlitt die UCD eine schwere Niederlage und García-Margallo verlor sein Abgeordnetenmandat. Anschließend trat er zur christdemokratischen Partido Demócrata Popular (PDP) über. Als Kandidat des Mitte-rechts-Bündnisses Coalición Popular (aus dem drei Jahre später die konservative Partido Popular entstand) konnte er 1986 ins Parlament zurückkehren. Dort war er von 1986 bis 1994 Sprecher für Wirtschaft und Finanzen. Von 1994 bis Dezember 2011 war er Mitglied des Europäischen Parlaments, wo er der Fraktion der Europäischen Volkspartei (EVP) angehörte.
Am 21. Dezember 2011 wurde er zum Außenminister im Kabinett Rajoy ernannt. In dieser Funktion forderte er eine Beteiligung Spaniens an der Verwaltung des britischen Überseegebietes Gibraltar. Dem im November 2016 gebildeten zweiten Kabinett Rajoy gehörte er nicht mehr an.

## Wirken im Europäischen Parlament
García-Margallo kandidierte 2019 für die Wahlen zum Europäischen Parlament und wurde zum Abgeordneten gewählt. In dieser Funktion ist er:
- Stellvertretender Vorsitzender der Delegation in der Parlamentarischen Versammlung Europa-Lateinamerika (DLAT)
- Mitglied im Ausschuss für Wirtschaft und Währung (ECON), im Unterausschuss für Steuerfragen (FISC), der  Delegation im Gemischten Parlamentarischen Ausschuss EU-Mexiko (D-MX), der Delegation im Parlamentarischen Ausschuss Cariforum-EU (DCAR)
- Stellvertreter im Ausschuss für internationalen Handel (INTA) und der Delegation im Gemischten Parlamentarischen Ausschuss EU-Türkei (D-TR)